# Šapika
Šapika (popanak, lat. Heracleum), biljni rod u porodici štitarki kojemu pripada zasada 84 priznate vrste i dva hibrida. Šapike su poznate i kao gigantski svinjski korovi, u Europi su invazivne vrste, ima ih 20 vrsta, a 4 prisutne i u Hrvatskoj, među njima su gigantska šapika ili Gigantski svinjski korov (H. mantegazzianum) i obična ili livadna šapika (lat. H. sphondylium).
Gigantske šapike mogu narasti 3 – 4 metra visine, potječu iz Azije (Kavkaz) a izazivaju Fitofotodermatitis (upalu kože izazvanu dodirom s biljkama) koji se javlja unutar 48 sati nakon što je koža izložena suncu. Također potiskuju i domaće vrste zbog čega se smatraju opasnim invazivnim vrstama. 

## Vrste
1. Heracleum abyssinicum (Boiss.) C. Norman
2. Heracleum aconitifolium Woronow
3. Heracleum akasimontanum Koidz.
4. Heracleum albovii Manden.
5. Heracleum alpinum L.
6. Heracleum amanum Boiss. & Kotschy
7. Heracleum angustisectum (Stoj. & Acht.) Peev
8. Heracleum anisactis Boiss. & Hohen.
9. Heracleum antasiaticum Manden.
10. Heracleum apiifolium Boiss.
11. Heracleum argaeum Boiss. & Balansa
12. Heracleum asperum (Hoffm.) M. Bieb.
13. Heracleum austriacum L.
14. Heracleum bhutanicum M. F. Watson
15. Heracleum biternatum W. W. Sm.
16. Heracleum carpaticum Porcius
17. Heracleum chorodanum (Hoffm.) DC.
18. Heracleum crenatifolium Boiss.
19. Heracleum cyclocarpum K. Koch
20. Heracleum dalgadianum S. M. Almeida
21. Heracleum dissectifolium K. T. Fu
22. Heracleum dissectum Ledeb.
23. Heracleum egrissicum Gagnidze
24. Heracleum elgonense (H. Wolff) Bull.
25. Heracleum fargesii H. Boissieu
26. Heracleum forrestii H. Wolff
27. Heracleum franchetii M. Hiroe
28. Heracleum freynianum Sommier & Levier
29. Heracleum gorganicum Rech. fil.
30. Heracleum grandiflorum Steven ex M. Bieb.
31. Heracleum graveolens (C. A. Mey.) comb. ined.
32. Heracleum hemsleyanum Diels
33. Heracleum henryi H. Wolff
34. Heracleum humile Sm.
35. Heracleum incanum Boiss. & A. Huet
36. Heracleum jacquemontii C. B. Clarke
37. Heracleum kansuense Diels
38. Heracleum kurdistanicum Rastegar, Maroofi & Tabad
39. Heracleum lehmannianum Bunge
40. Heracleum leskovii Grossh.
41. Heracleum ligusticifolium M. Bieb.
42. Heracleum likiangense H. Wolff
43. Heracleum mantegazzianum Sommier & Levier
44. Heracleum maximum W. Bartram
45. Heracleum moellendorffii Hance
46. Heracleum oncosepalum (Hand.-Mazz.) Pimenov & Kljuykov
47. Heracleum oreocharis H. Wolff
48. Heracleum orphanidis Boiss.
49. Heracleum ossethicum Manden.
50. Heracleum paphlagonicum Czeczott
51. Heracleum pastinaca Fenzl
52. Heracleum pastinacifolium K. Koch
53. Heracleum persicum Desf.
54. Heracleum peshmenianum Ekim
55. Heracleum piliferum Kljuykov & Lyskov
56. Heracleum platytaenium Boiss.
57. Heracleum ponticum (Lipsky) Schischk. ex Grossh.
58. Heracleum pubescens (Hoffm.) M. Bieb.
59. Heracleum pumilum Vill.
60. Heracleum rapula Franch.
61. Heracleum rawianum C. C. Towns.
62. Heracleum rechingeri Manden.
63. Heracleum roseum Steven
64. Heracleum scabridum Franch.
65. Heracleum scabrum Albov
66. Heracleum schansianum Fedde ex H. Wolff
67. Heracleum schelkovnikowii Woronow
68. Heracleum sommieri Manden.
69. Heracleum sosnowskyi Manden.
70. Heracleum souliei H. Boissieu
71. Heracleum sphondylium L.
72. Heracleum stenopteroides Fedde ex H. Wolff
73. Heracleum stenopterum Diels
74. Heracleum subglabrum Kitam.
75. Heracleum sumatranum Buwalda ex Steenis
76. Heracleum taylorii C. Norman
77. Heracleum tiliifolium H. Wolff
78. Heracleum trachyloma Fisch. & C. A. Mey.
79. Heracleum vicinum H. Boissieu
80. Heracleum villosum (Hoffm.) Fisch. ex Spreng.
81. Heracleum wenchuanense F. T. Pu & X. J. He
82. Heracleum wilhelmsii Fisch. & Avé-Lall.
83. Heracleum wolongense F. T. Pu & X. J. He
84. Heracleum yungningense Hand.-Mazz.
85. Heracleum ×carbonnieri Reduron, Michaud & J. Molina
86. Heracleum ×rodnense Nyar. & Todor

## Galerija
- Heracleum giganteum

## Vanjske poveznice
- Gigantska šapika – korov opasan po zdravlje